# کاپیتان کوازار
کاپیتان کوازار (به انگلیسی: Captain Quazar) یک بازی اکشن، علمی تخیلی سوم شخص است که توسط "سایکلون استودیوز" تولید گردیده. این بازی ابتدا توسط شرکت ۳دی‌او در سال ۱۹۹۶ منتشر گردید و در ابتدا قرار بود به عنوان عنوان انحصاری کنسول ۳دی‌او باشد ولی بعد از آن که ادامه تولید کنسول متوقف گردید، این بازی در سال ۱۹۹۷ برای سیستم عامل ویندوز ۹۵ رایانه‌های شخصی پورت گردید  (مانند بسیاری دیگر از عناوین کنسول ۳دی‌او).

## گیم پلی
این عنوان یک بازی علمی تخیلی ماجراجویی است که قهرمان اصلی آن یک افسر پلیس فضایی با نام «کاپیتان کوازار» می‌باشد. گرافیک بازی به صورت نمای ایزومتریک می‌باشد. بازیباز قادر به استفاده از انواع اسلحه‌های تخیلی و متنوع در طول بازی می‌باشد. اسلحه‌های مختلف را می‌توان هم در طول بازی به دست آورد یا در ابتدا و در قسمت‌های مشخصی از هر مرحله آن‌ها را خریداری کرد. در بعضی مواقع هم می‌توان اطلاعات مفیدی مانند طریقه بازکردن مراحل مخفی و آیتم‌ها را از دشمنان به دست آورد. بازیباز فقط در ابتدای هر مرحله می‌تواند پیشرفت خود را در کل بازی ذخیره نماید و این امکان در جاهای دیگر وجود ندارد.
این بازی به صورت معمولی قابلیت اجرا بر روی سیسم عامل‌های جدید و مدرن را ندارد و تنها از راه فعال نمودن حالت سازگاری با ویندوز ۹۵ می‌توان آن را اجرا نمود.
| سی پی یو    | اینتل ۸۰۴۸۶                 |
| سیستم عامل  | ویندوز ۹۵                   |
| رَم          | ۸ مگابایت                   |
| کارت گرافیک | VGA، Super VGA - ۶۴۰*۴۸۰    |
| ورودی       | جوی استیک، صفحه کلید و ماوس |

## بازتاب‌ها
منتقدان ماهنامه "الکترونیک گیمینگ" میانگین امتیاز ۸٫۱۲۵ را به نسخه ۳دی‌او دادند، ضمن اینکه اکشن بالای مراحل، گرافیک کارتونی و کمدی و مراحل بزرگ بازی را نیز مورد تحسین قرار دادند. هرچند منتقدان از مشکلات و سختی هدف‌گیری در گیم پلی بازی اظهار نارضایتی کردند.